# Reprezentacja Macedonii na Mistrzostwach Świata w Narciarstwie Klasycznym 2009
Reprezentacja Macedonii na Mistrzostwach Świata w Narciarstwie Klasycznym 2009 liczyła 8 sportowców. Najlepszym wynikiem było 80. miejsce (Darko Damjanowski) w biegu mężczyzn na 30 km.

## Medale

### Złote medale
Brak

### Srebrne medale
Brak

### Brązowe medale
Brak

## Wyniki

### Biegi narciarskie mężczyzn
Sprint
- Dejan Stojanoski – 116. miejsce (odpadł w kwalifikacjach)
- Włatko Filipow – 120. miejsce (odpadł w kwalifikacjach)
- Ljube Markoski – 123. miejsce (odpadł w kwalifikacjach)
- Sote Andreeski – 129. miejsce (odpadł w kwalifikacjach)

Bieg na 30 km
- Darko Damjanowski – 80. miejsce
- Ǵoko Icoski – 81. miejsce

### Biegi narciarskie kobiet
Sprint
- Rosana Kiroska – 84. miejsce (odpadła w kwalifikacjach)
- Ana Angełowa – 93. miejsce (odpadła w kwalifikacjach)